# Chegou a Hora de Recomeçar
Chegou a Hora de Recomeçar é o terceiro álbum de estúdio da banda de rock brasileira CPM 22, lançado em setembro de 2002 pelas gravadoras Abril Music e Arsenal Music. Para ele, a banda gravou cerca de 21 músicas, sendo que 12 destas foram escolhidas e duas outras foram regravadas de seu primeiro álbum, o independente A Alguns Quilômetros de Lugar Nenhum (2000). Um álbum de hardcore melódico, sua temática principal é a vida cotidiana, ao contrário de outras bandas do estilo na época, que costumavam ter letras relacionadas a política. O álbum vendeu mais de 180 mil cópias, rendendo-lhe um disco de ouro, e foi indicado ao Grammy Latino de 2003 na categoria Melhor Álbum de Rock Brasileiro.

## Antecedentes e lançamento

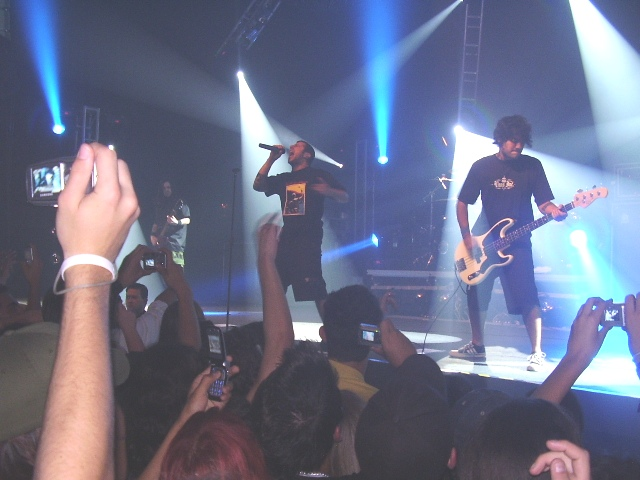
CPM 22 num show em 2006

Com o sucesso do disco independente A Alguns Quilômetros de Lugar Nenhum (2000), o CPM 22 assinou com a gravadora Abril Music, que subsequentemente lançou seu segundo álbum de estúdio, CPM 22 (2001). O álbum foi certificado com um disco de ouro, vendendo mais de cem mil cópias, e foi indicado ao Grammy Latino de 2002 na categoria Melhor Álbum de Rock Brasileiro.
O álbum foi gravado em 2002 num período de aproximadamente dois meses. Naquele ano, a banda estava apresentando diversos shows; segundo o vocalista Badauí, "A gente estava na estrada fazendo 15, 20 shows por mês". Porém, segundo ele, a banda "estava com aquela pegada, aquela vontade, aquele tesão do jovem, queria fazer show, fazer disco, fazer tudo." Dessa forma, a banda gravou o álbum nas folgas entre essas apresentações: "A gente fazia as músicas na estrada mesmo, levava o violão pro quarto, se juntava e fazia as músicas". Badauí avaliou o resultado final como "mais legal" que o álbum anterior, mas notou que o processo de composição foi "uma coisa imediata, de gravadora" e "meio na raça", pois a banda "não teve muito tempo de compor com calma". No total, cerca de 21 músicas originais foram gravadas e, destas, 12 foram escolhidas. Além disso, o álbum também inclui "Garota da TV" e "Peter", regravadas de A Alguns Quilômetros de Lugar Nenhum.
O título do álbum, escolhido pelo guitarrista Wally, foi retirado de um verso de "Não Sei Viver sem Ter Você"; ele comentou que a frase pode ter sentidos diferentes para cada um, mas que, para a banda, é "Pelo fato de ser um trampo novo, de a gente não querer ficar parado num mesmo lugar [...] Pra gente é isso, paramos pra reavaliar algumas ideias, mas é também uma continuação de tudo que a gente está fazendo." Já o baixista Portoga declarou que "Todo disco é hora de recomeçar, isso tudo é muito novo para nós, lançamento de disco, músicas novas e mais contato com o público".
Chegou a Hora de Recomeçar teve uma tiragem inicial de 25 mil cópias. Antes de seu lançamento, em agosto, a banda apresentou músicas do álbum no KVA, em São Paulo. O álbum foi lançado no mês seguinte. Para promover o álbum, o CPM 22 realizou uma turnê, começando em 2003 e terminando em janeiro de 2005. Os singles "Desconfio", "Dias Atrás", "Não Sei Viver sem Ter Você" e "Ontem" foram acompanhados de videoclipes.

## Composição
Chegou a Hora de Recomeçar é frequentemente descrito como um álbum de hardcore melódico. Wally concordou em uma entrevista que o som e as temáticas do álbum pouco mudaram em relação ao disco anterior. No entanto, Portoga disse que o trabalho é "mais pesado, com composições mais homogêneas e maduras". Em entrevista à MTV Brasil, Badauí disse que a banda pretendia se aproximar um pouco mais do som de A Alguns Quilômetros de Lugar Nenhum, mas ao mesmo tempo sem se distanciar muito do som do álbum anterior. Em uma crítica ao álbum, um escritor da CliqueMusic declarou que o single "Dias Atrás" sumariza bem o som da banda: "uma equilibrada mistura de agressividade punk com melodias bem chicletudas".
O álbum não contém letras relacionadas a política, ao contrário das bandas do estilo na época, falando, em vez disso, de "Amores, dúvidas e frustrações". Daniela Paiva escreveu ao Correio Braziliense que o álbum "Parte para uma visão mais polyanna da vida". Em uma entrevista, Badauí disse que o álbum é mais "um reflexo da [pós-adolescência] com altos e baixos na vida". Um escritor da CliqueMusic declarou que a banda utiliza "letras desbragadamente românticas (ou emocionais), o que confere aos rapazes a pecha de 'farofeiros' junto aos radicais".
| “               | Tem um amigo da gente que fez uma reportagem na [revista] Dynamite e escreveu que as letras da gente são um polaroid do cotidiano de qualquer um, coisas que a gente passa e acaba escrevendo de um jeito fictício até, mas são coisas que acontecem. Temos esse lance desde o começo, a banda surgiu com esse ideal de estar postando nas letras coisas que realmente rolam na vida de qualquer um. | ” |
| — Wally em 2002 | |   |

## Recepção e legado
| Críticas profissionais | Críticas profissionais |
| Avaliações da crítica  | Avaliações da crítica  |
| Fonte                  | Avaliação              |
| ---------------------- | ---------------------- |
| Folha de S.Paulo       | [ 17 ]                 |
| O Globo                | [ 18 ]                 |

Jean Canuto escreveu à Folha de S.Paulo que Chegou a Hora de Recomeçar "não apresenta grandes novidades", mas notou que "A banda continua a despejar suas melodias em português, o que é tarefa para poucos", avaliando-o em duas estrelas num máximo de três. Um crítico da CliqueMusic disse que a banda "leva ao pé da letra o título de seu segundo disco. Ou seja, recomeça exatamente do mesmo ponto em que parou", e deu destaque às canções "empolgantes" "Atordoado" e "Desconfio". "B. A." escreveu ao O Globo que "A banda mantém o estilo melódico de sucessos como 'Tarde de Outubro', mas as 14 faixas acabam cansando um pouco o ouvinte", dando uma avaliação de três num máximo de quatro.
O álbum vendeu mais de 180 mil cópias, rendendo-lhe um disco de ouro. Devido ao sucesso do disco, Badauí descreveu seu lançamento como "botar gasolina no fogo" para a banda. Numa votação realizada pela Folha de S.Paulo, os leitores consideraram Chegou a Hora de Recomeçar o 15.º melhor álbum nacional de 2002. Assim como seu antecessor, o disco foi indicado à categoria Melhor Álbum de Rock Brasileiro do Grammy Latino, desta vez na edição de 2003. A faixa "Dias Atrás" foi bastante difundida nas rádios brasileiras; Badauí descreveu a música como "um negócio muito grande", e chegou a ser tema da novela Malhação. Os videoclipes de "Desconfio" e "Ontem" receberam indicações no MTV Video Music Brasil, em 2003 e 2004, respectivamente. A canção "Não Sei Viver sem Ter Você" venceu o Meus Prêmios Nick 2004 na categoria Música do Ano, enquanto "Ontem" foi indicada ao Prêmio Multishow de Música Brasileira 2005 na categoria Melhor Música. Este foi o último álbum da banda com Portoga, que saiu do grupo em fevereiro de 2005.

## Faixas
Com base no encarte do CD.
| N.º            | Título                         | Compositor(es)                           | Duração |  |
| 1.             | "Desconfio"                    | Luciano                                  | 2:44    |  |
| 2.             | "Sonhos e Planos"              | Luciano                                  | 2:52    |  |
| 3.             | "Vidas Que Se Encontram"       | Badauí                                   | 2:59    |  |
| 4.             | "Dias Atrás"                   | Ricardo Galano                           | 4:08    |  |
| 5.             | "Amigos Perdidos"              | Alex Peitas, Luciano                     | 2:14    |  |
| 6.             | "Especial como Você"           | Portoga                                  | 2:53    |  |
| 7.             | "Não Sei Viver sem Ter Você"   | Rodrigo Koala                            | 3:46    |  |
| 8.             | "Atordoado" (com Rodrigo Lima) | Luciano                                  | 2:31    |  |
| 9.             | "Garota da TV"                 | Wally                                    | 2:28    |  |
| 10.            | "Ontem"                        | Wally                                    | 3:55    |  |
| 11.            | "Coragem"                      | Badauí, Luciano                          | 2:08    |  |
| 12.            | "Argumento"                    | Badauí, Luciano, Wally                   | 2:48    |  |
| 13.            | "Peter"                        | Badauí, Japinha, Luciano, Portoga, Wally | 1:30    |  |
| 14.            | "Mentiras Novas"               | Wally                                    | 4:02    |  |
| Duração total: | Duração total:                 | Duração total:                           | 40:58   |  |

## Créditos
Com base no encarte do CD.
| CPM 22 - Badauí: vocal - Wally: guitarra e vocal de apoio - Luciano Garcia: guitarra - Portoga: baixo - Japinha: bateria e vocal de apoio Capa - Alexandre Ktneas: coordenação geral - Silvana Silva Mello: criação e arte - Anselmo Gomes: design e finalização - Penna Prearo: fotografia - Hellen Ribeiro: revisão de texto | Pessoal - Rick Bonadio: produção, direção artística e mixagem; piano em "Vidas Que Se Encontram" - Paulo Anhaia: produção, mixagem, técnico de gravação e Pro Tools; vocal de apoio em "Dias Atrás" e "Desconfio" - Rodrigo Castanho: produção e masterização - Lais Fiorili: assistete de produção; secretária eletrônica em "Não Sei Viver sem Ter Você" - Raquel Cury: assistente de produção - Nilton Baloni: assistente - Pistão: assistente - Renato Patriarca: Pro Tools - Maurício Takara: sintetizador em "Argumento" - Rodrigo Lima: voz em "Atordoado" - Glaucom Campom: coro em "Mentiras Novas" |

## Certificações
| País                       | Certificação | Vendas   |
| -------------------------- | ------------ | -------- |
| Brasil (Pro-Música Brasil) | Ouro         | 180 000+ |

## Prêmios e indicações
| Ano  | Organização   | Categoria                       | Resultado | Ref.   |
| ---- | ------------- | ------------------------------- | --------- | ------ |
| 2004 | Grammy Latino | Melhor Álbum de Rock Brasileiro | Indicado  | [ 21 ] |